# پوکوک سنا
پوکوک سنا (به لاتین: Pokok Sena) یک منطقهٔ مسکونی در مالزی است که در کداح واقع شده‌است.